# Kornel Spányik
Kornel Spányik (* 29. Oktober 1858 in Preßburg; † 22. Februar 1943 in Budapest) war ein ungarischer Maler.

## Leben

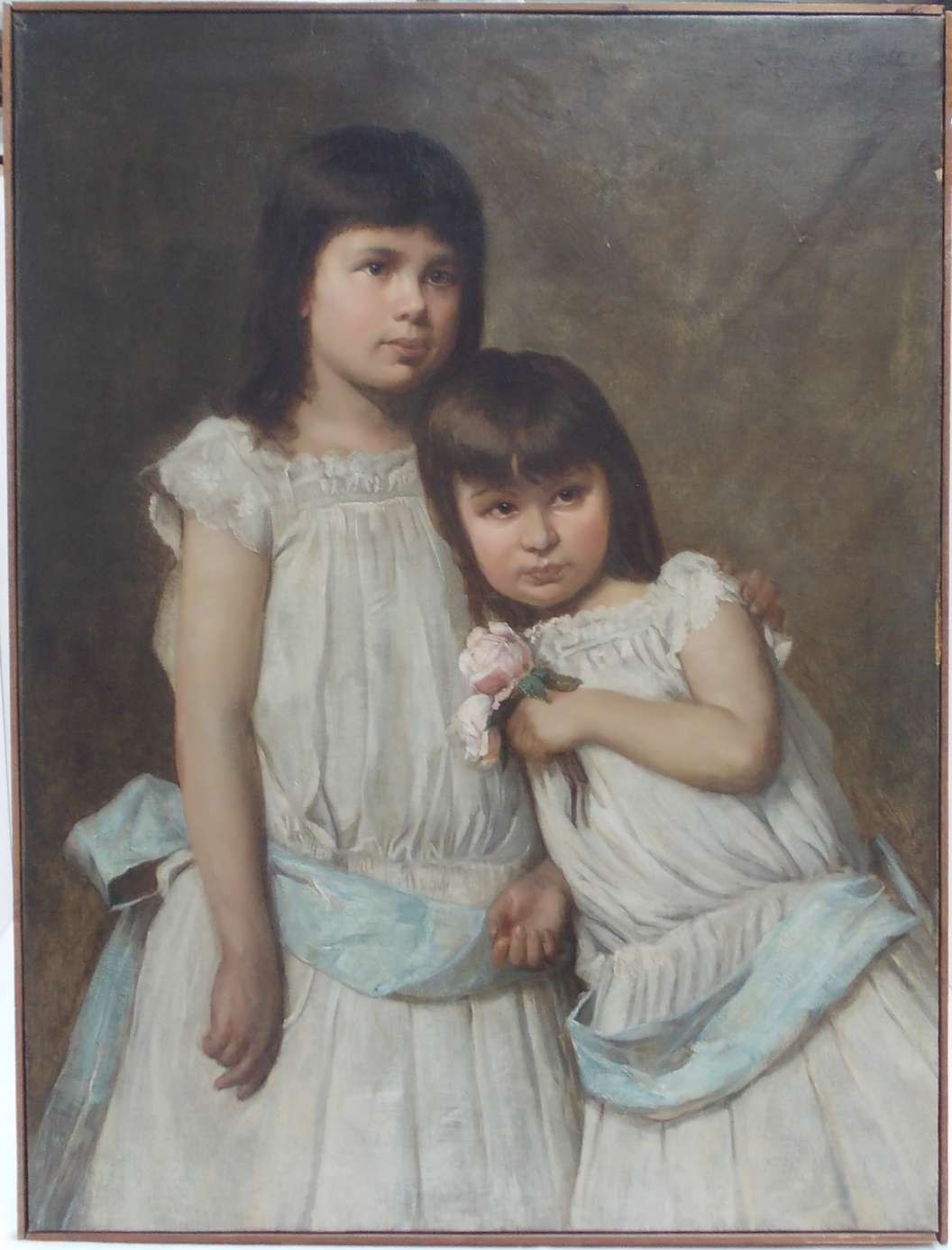
Schwestern, Ölgemälde, 1890

Spányik war ein Sohn des Carl Spányik und seiner Frau Carola, geb. Baintner. Der Offizier und Flügeladjutant von Kaiser Franz Joseph I. Adalbert Spányik von Dömeháza war sein nur 10 Monate älterer Bruder. Er studierte von 1876 bis 1880 Malerei an der Akademie der bildenden Künste Wien bei Christian Griepenkerl und war ein Schüler von Alexander von Liezen-Mayer in München, sowie für ihn besonders prägend, von Gyula Benczúr in dessen Meisteratelier in Budapest. Spányik trat als Bildnismaler und Schöpfer recht farbiger Salongenres hervor, er betätigte sich weiterhin als Historienmaler und schuf Altarbilder. 1886 schuf er in Preßburg mehrere Fresken für das Theater, den heutigen Altbau des Slowakischen Nationaltheaters. 1887 beteiligte er sich an der Ausstellung des Preßburger Kunstvereins, dessen zweiter Vorsitzender er 1907 wurde. Ab 1919 lebte und arbeitete er in Budapest. Seine Werke finden sich in der Ungarischen Nationalgalerie und den bedeutenden Museen Ungarns.